# Кралство Морея
Кралство Морея (на италиански: Regno di Morea) е официалното име на венецианското презморско владение на Морея (Stato da Mar, т.е. „морско владение“, или Domini da Mar) в периода 1688/1700 – 1715 г. и в резултат от завоюването на полуострова по време Втората морейска война между Османската империя и Република Венеция. Кралството е узаконено с Карловецкия мирен договор и премахнато с Пожаревския мирен договор.
Венецианците се опитват със значителен успех да населят отново опустошената от войната страна, като съживят селското стопанство и икономика ѝ, но не успяват да спечелят по-голяма част от населението на своя страна, и най-вече да си осигурят неговата лоялност във военно отношение. В резултат на това, Венеция отново губи Морея и се вижда принудена да я върне на османците след краткотрайна военна кампания през юни-септември 1715 г. 
По този начин франкократията е завинаги премахната, а туркократията – възстановена.